# U 876
U 876 war das letzte noch in Dienst gestellte deutsche Langstrecken-Unterseeboot des Typs IX D2; es sollte im Zweiten Weltkrieg von der Kriegsmarine im Rahmen der Unternehmungen der Gruppe Monsun im Fernen Osten eingesetzt werden, kam aber nicht mehr zum Einsatz.

## Das Boot
U 876 wurde am 25. August 1941 als 28. und somit letzte Einheit der Klasse IX D2 bei der Bremer Deschimag-Werft in Auftrag gegeben. Die Kiellegung war am 5. Juni 1943, der Stapellauf erfolgte am 29. Februar 1944. Die Indienststellung fand am 21. April 1944 unter dem Kommando von Kapitänleutnant Rolf Bahn statt. Das Boot wurde nach der Indienststellung der 4. Unterseebootsflottille in Stettin zur Ausbildung der Besatzung und der Schulung in dem Umgang mit dem Boot zugewiesen. Es führte im Gegensatz zu anderen deutschen U-Booten seiner Zeit kein Wappen und keine Maling am Turm, wohl weil es nicht mehr zum Kriegseinsatz kam.

## Versenkung
Am 31. Dezember 1944 und erneut im Januar 1945 wurde das Boot in der Ostsee durch jeweils einen Minentreffer beschädigt und musste nach Kiel in die Werft. Dort wurde U 876 im April für eine neunmonatige Fernunternehmung nach Ostasien ausgerüstet, doch zu dieser Unternehmung kam es nicht mehr. 
Am 4. Mai 1945 lag U 876 in der Eckernförder Bucht, als es von mehreren britischen Hawker Typhoon Jagdbombern der 2. Tactical Air Force Squadrons 175, 184 und 245 mit MG-Feuer und mehreren Raketen angegriffen wurde. Die dadurch entstandenen Schäden an U 876 waren so schwer, dass Kommandant Bahn in Reaktion auf den Regenbogen-Befehl der die Selbstversenkung des Bootes befahl. 
Das Wrack wurde 1947 gehoben und verschrottet.